# Laosz zászlaja
A zászlót 1956 óta használja a Pathet Lao nevű laoszi kommunista gerillaszervezet, amely 1975-ben jutott a hatalomra. A vörös a lao nép vérét jelképezi, amelyet hazája védelmében ontott, a kék az ország gazdagságát, a fehér a kommunista vezetéssel több etnikumot összefogó társadalmat szimbolizálja.